# Atriplex tularensis
Atriplex tularensis är en amarantväxtart som beskrevs av John Merle Coulter. Atriplex tularensis ingår i släktet fetmållor, och familjen amarantväxter. Inga underarter finns listade i Catalogue of Life.